# L'Illa de Veniça
L'Illa de Sòrga o L'Illa de Venissa (noms en occità) (en francès oficial L'Isle-sur-la-Sorgue i en francès usual L'Isle-sur-Sorgue [lil syʀ (la) sɔʀg]) és un municipi francès situat al departament de la Valclusa i a la regió de Provença – Alps – Costa Blava. L'any 2003 tenia 21.000 habitants.
Cada estiu a la capella de l'Hôtel Dieu s'hi celebren alguns dels concerts del Festival Internacional de Quartets de Corda del Luberon

## Demografia
| Evolució de la població |       |       |       |       |       |       |       |       |
| 1793                    | 1800  | 1806  | 1821  | 1831  | 1836  | 1841  | 1846  | 1851  |
| 5 000                   | 5 155 | 5 170 | 5 812 | 6 052 | 6 277 | 6 262 | 6 392 | 6 503 |

| 1856  | 1861  | 1866  | 1872  | 1876  | 1881  | 1886  | 1891  | 1896  |
| ----- | ----- | ----- | ----- | ----- | ----- | ----- | ----- | ----- |
| 6 500 | 6 517 | 6 478 | 6 337 | 6 508 | 6 208 | 6 317 | 6 003 | 6 266 |

| 1901  | 1906  | 1911  | 1921  | 1926  | 1931  | 1936  | 1946  | 1954  |
| ----- | ----- | ----- | ----- | ----- | ----- | ----- | ----- | ----- |
| 6 514 | 6 462 | 6 062 | 5 739 | 6 134 | 6 396 | 6 505 | 6 922 | 7 590 |

| 1962  | 1968  | 1975   | 1982   | 1990   | 1999   | 2006 | 2011 | 2016 |
| ----- | ----- | ------ | ------ | ------ | ------ | ---- | ---- | ---- |
| 8 704 | 9 740 | 11 508 | 12 728 | 15 564 | 16 971 | -    | -    | -    |

| 2019 | - | - | - | - | - | - | - | - |
| ---- | - | - | - | - | - | - | - | - |
| -    | - | - | - | - | - | - | - | - |

## Administració
| Període   | Identitat        | Partit      |
| --------- | ---------------- | ----------- |
| 1988-1995 | Robert Bouffier  | centredreta |
| 1995-2000 | Robert Vasse     | centredreta |
| 2000-2001 | Régis Soubrat    | Centredreta |
| 2001-2008 | Michel Fuillet   | PS          |
| 2008-     | Pierre Gonzalvez | UMP         |

## Agermanaments
- Anagni
- Penicuik